# Alix de Luxembourg
Pour les autres membres de la famille, voir Maison de Bourbon-Parme.

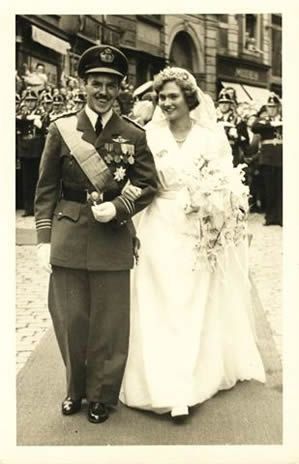
Mariage de la princesse Alix.

Alix de Luxembourg, née au château de Colmar-Berg le 24 août 1929 et morte le 11 février 2019 au château de Belœil, est la fille cadette de la grande-duchesse Charlotte de Luxembourg et de Félix de Bourbon-Parme. Elle était la tante de l'actuel grand-duc Henri.

## Biographie
Avec ses frères et sœurs, Alix de Luxembourg passe une enfance paisible au château de Colmar-Berg jusqu'à l'arrivée de l'armée allemande au grand-duché en 1940. Pour la famille grand-ducale, c'est le début d'un exil de cinq ans entre le Portugal, les États-Unis, la Grande-Bretagne et le Canada. Elle étudie avec ses sœurs au Collège Jésus-Marie de Sillery. Leur retour en 1945 est triomphal.
En 1950, Alix épouse à Luxembourg, le prince Antoine de Ligne (1925-2005), issu d'une famille de la haute noblesse belge, mais aussi pilote de la Royal Air Force durant la Seconde Guerre mondiale et membre d'une expédition scientifique de dix-sept mois en Antarctique. Ils s'installent au château de Belœil, en Belgique, où ils ont sept enfants, portant le prédicat d'altesse, ainsi que vingt petits-enfants :
- le prince Michel de Ligne (né en 1951), chef de la maison de Ligne au décès de son père en août 2005 et époux de la princesse Éléonore d'Orléans-Bragance, dont deux enfants[3] ;
- le prince Wauthier de Ligne (1952-2022[4]), époux de la comtesse Régine de Renesse, dont trois enfants[3] ;
- la princesse Anne de Ligne (née en 1954), épouse divorcée d'Olivier Mortgat, dont deux filles[3] ;
- la princesse Christine de Ligne (née en 1955), épouse du prince Antoine d'Orléans-Bragance, dont quatre enfants, notamment Pedro Luiz (1983-2009), « prince du Brésil », disparu en mer le 1er juin 2009 lors du crash du vol 447 Air France[5] ;
- la princesse Sophie de Ligne (née en 1957), divorcée du comte Philippe de Nicolay, dont deux enfants[3] ;
- le prince Lamoral de Ligne (né en 1959), époux de la comtesse Minthia de Lannoy, dont trois enfants ;
- la princesse Yolande de Ligne (née en 1964), épouse de Hugo Townsend (fils de Peter Townsend), dont quatre enfants[3].

La princesse Alix de Luxembourg meurt le 11 février 2019 à son domicile du château de Belœil, en Belgique, à l'âge de 89 ans.